# 最上級上等兵曹
最上級上等兵曹（Master Chief Petty Officer、略称:MCPO）は、いくつかの国の海軍で使用される下士官の階級の一つ。アメリカ海軍とアメリカ沿岸警備隊では給与等級E-9の階級であり、下士官の階級にある兵士の上位1.25％を占めている。口頭での敬称は「マスターチーフ（姓）」となる。アメリカ海軍では指揮上級上等兵曹（Command Senior Chief Petty Officer、E-8）、アメリカ沿岸警備隊では上級上等兵曹（Senior Chief Petty Officer、E-8）の一つ上の階級にあたる。

## 歴史
1958年以前は、アメリカ海軍、アメリカ沿岸警備隊ともに上等兵曹( Chief Petty Officer、E-7)の階級が下士官の最高位の階級であったが、1958年5月20日に可決成立した1958年軍事給与法(公法85-422)によりアメリカ軍の全ての軍種でE-8とE-9の2つが新たに下士官の給与等級として追加された。これに伴いアメリカ海軍とアメリカ沿岸警備隊では、E-8の階級に上級上等兵曹(Senior Chief Petty Officer)、E-9の階級に最上級上等兵曹(Master Chief Petty Officer)が新設され、1959年に上級上等兵曹、1960年に最上級上等兵曹に最初の昇進者があった。

## 概要

### 昇進
アメリカ海軍における最上級上等兵曹への昇進は、上等兵曹(Chief Petty Officer、E-7)や上級上等兵曹(Senior Chief Petty Officer、E-8)への昇進方式と似ている。軍歴、優れた勤務評定のスコア、最上級上等兵曹委員会での指名を要件とする。上級上等兵曹や上等兵曹への昇進は、最上級上等兵曹委員会に代わり選考委員会による。アメリカ沿岸警備隊における最上級上等兵曹への昇進は、最上級上等兵曹への昇進資格を満たしている他の上級上等兵曹との競争による。競争の内容は、筆記試験のスコア、勤務評定、賞罰歴のスコア、沿岸警備隊での軍歴、上級上等兵曹としての軍歴に基づいて優先順位が付けられ上位の者から昇進する。最上級上等兵曹のポストが開くと、優先順位のリスト上位の者から昇進する。

### 略称
全ての兵曹は下士官としての階級であるレートと軍事特技(MOS)の名称であるレーティングを保持している。最も広く使用されている階級の正式名称は、この2つの組み合わせとなる。例えば火器管制官のMOSを持つ最上級上等兵曹は、最上級上等火器管制官(Master chief fire controlman)が正式名称となる。それぞれのレーティングには略称があり、火器管制官はFC、火器管制技師はFT、潜水艦ソナー技師はSTSなどである。このレーティングの略称と最上級上等兵曹のレートの略称であるMCを組み合わせて、最上級上等兵曹の正式な略称とされる。先ほどの最上級上等火器管制官(Master chief fire controlman)はFCCMとなる(略称の場合、レーティング(FC)が最初に来てレート(CM)が後に来る。)。勲章などの表彰状や墓に掘られる銘文など、最も正式とされる文書を除いては、最上級上等兵曹を表す場合この略称が用いられることが多い。しかし、ほとんどの場合、レーティングに関係なく単に「マスターチーフ」と呼ばれる。

### 階級章

アメリカ海軍の階級章
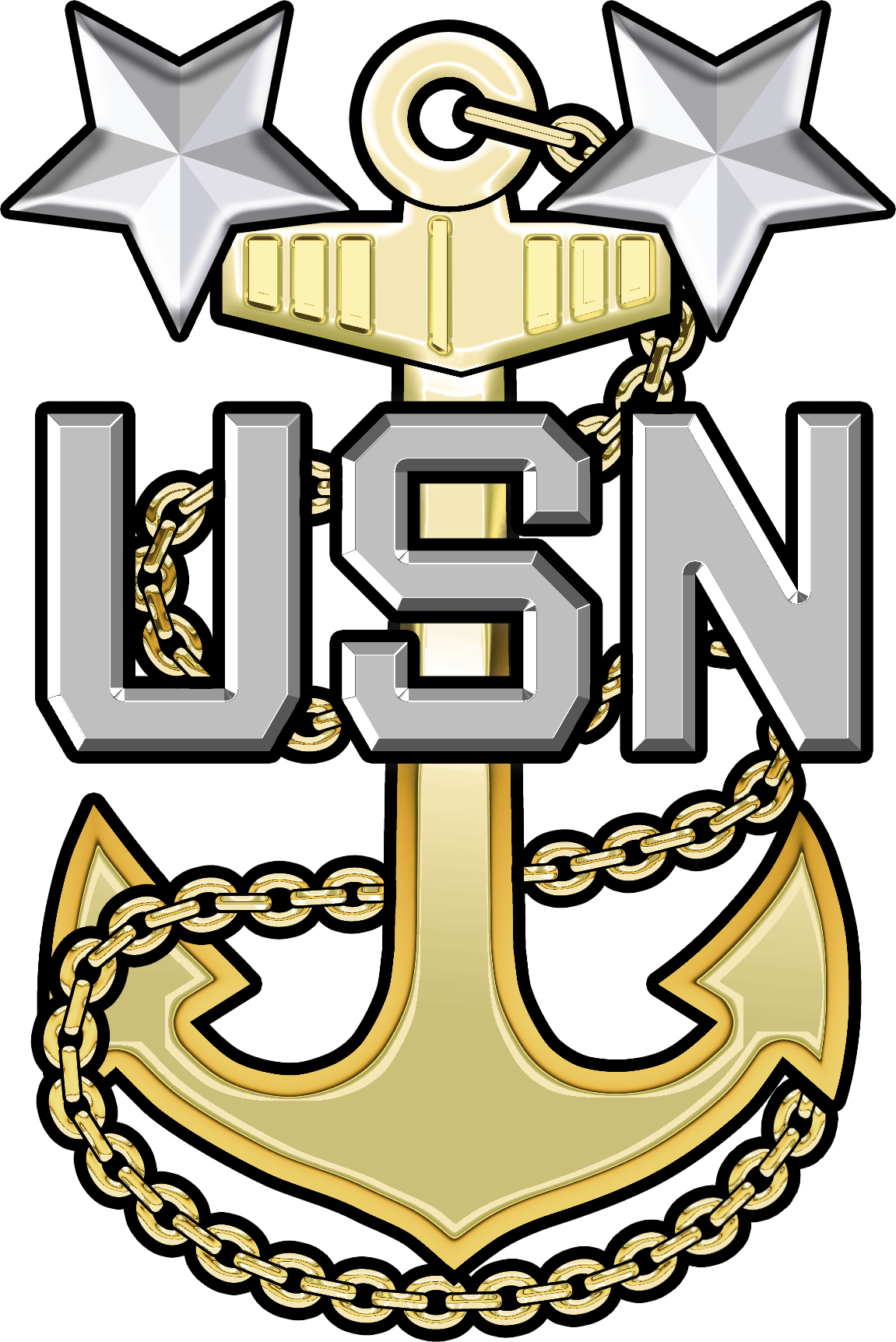
記章
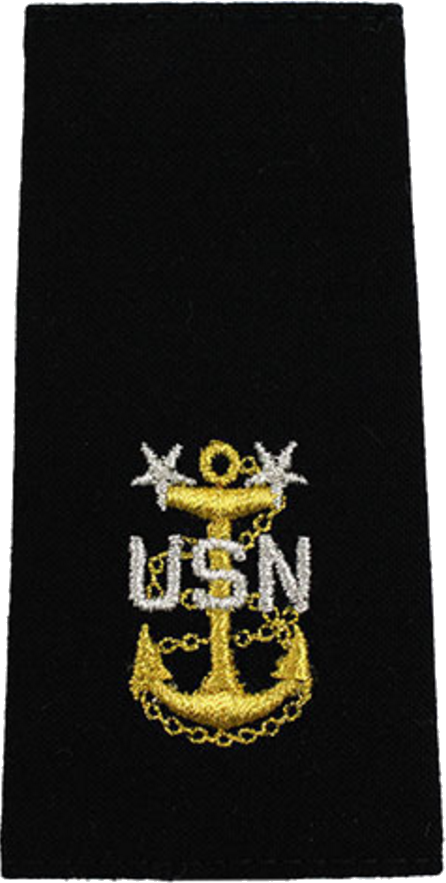
肩章
袖章 (12年以上の軍歴がある場合)

アメリカ沿岸沿岸警備隊の階級章
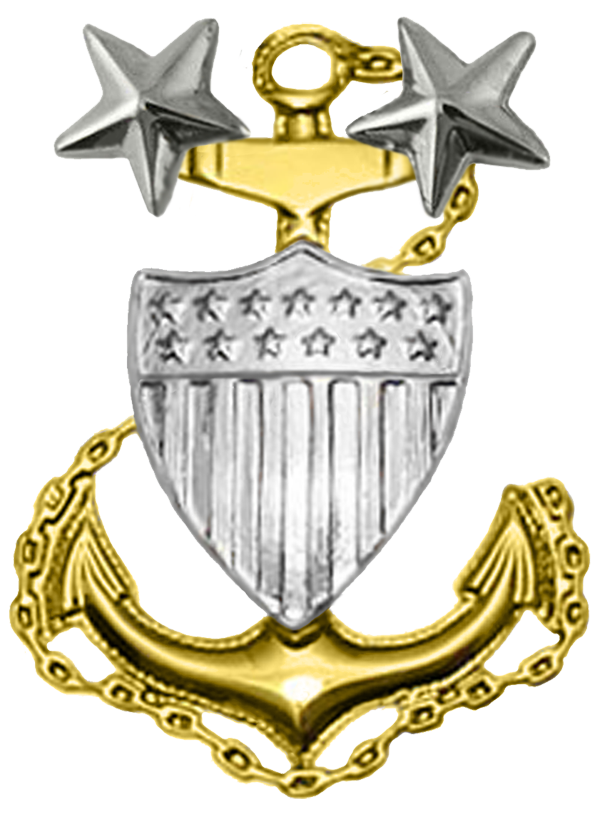
記章
袖章

最上級上等兵曹の階級章には3つのシェブロン(下向きの山形)の上で翼を広げる白い鷲がデザインされている。シェブロンの上にはロッカー(円弧)がデザインされ、その上に鷲が乗る。その鷲の上には、2つの銀色の星が逆向きに描かれている(この星は兵科士官の階級章にもデザインされている。)。ロッカーと一番上のシェブロンの間には、それぞれの最上級上等兵曹のレーティングの記章が描かれる。このタイプの階級章は、サービスドレスブルーやディナードレスブルー、ディナードレスホワイトのジャケットに袖章として使用されている。その他のタイプの制服ではシャツの襟や帽子に、最上級上等兵曹であることを表すシンボルを装着することになる。このシンボルは、海軍の場合は「USN」、沿岸警備隊の場合は銀の盾が重ねられファウルアンカー(foul anchor、海中に投げ入れられた錨、投錨)がデザインされている。そして袖章と同様に2つの五芒星と1本の鎖がデザインされている。

## 上位の階級

### 指揮最上級上等兵曹

12年以上の軍歴がある指揮最上級上等兵曹の階級章（海軍）

指揮最上級上等兵曹の階級章（沿岸警備隊）

指揮最上級上等兵曹（Command master chief petty officer）は、一般的に自身が保持している軍事特技（MOS）の技術専門家である。あらゆる規模の部隊で海上・陸上問わずに勤務することになる。最上級上等兵曹の一部が指揮最上級上等兵曹に昇進プログラムに参加することができる。このプログラムに参加すると追加でリーダーシップトレーニングを受け、指揮最上級上等兵曹(CMC)として部隊へ配属される。指揮最上級上等兵曹は、部隊の上級下士官であり、部隊の指揮官と下士官・水兵との間の連絡調整を果たす先任伍長や最先任下士官としての職務を果たすことになる。下士官・水兵の生活の質・規律・訓練・士気に関する問題などについて指揮官を支援する。また潜水艦において、この職務はチーフ・オブ・ザ・ボート（Chief of the boat、COB）と呼ばれる。指揮最上級上等兵曹の階級章は、ロッカーと一番上のシェブロンの間に描かれていたレーティングの記章が、銀色の五芒星となる。

### 艦隊/部隊最上級上等兵曹

艦隊/部隊最上級上等兵曹の階級章

艦隊/部隊最上級上等兵曹(Fleet/Force Master Chief Petty Officer)は、艦隊司令官または部隊司令部により指名され最先任下士官として勤務する。階級章は艦隊最上級上等兵曹も部隊最上級上等兵曹も同様であり、上部の2つの五芒星と、中央の大きな五芒星が、金色となる。

#### 部隊最上級上等兵曹
部隊最上級上等兵曹(FORCM)は、指揮最上級上等兵曹と実質的に同様の職責を負う。その違いとして指揮最上級上等兵曹が単一ユニットの最先任下士官となるが、部隊最上級上等兵曹は複数の部隊からなる大きな組織の最先任下士官となる。アメリカ海軍には、以下の15個の部隊最上級上等兵曹のポストがある。
- 医務局
- アメリカ大西洋艦隊海軍航空隊
- 海軍航空隊司令部
- 海軍教育・訓練司令部
- 海軍施設技術司令部
- アメリカ海軍特殊戦コマンド
- アメリカ大西洋艦隊水上部隊
- 海軍水上部隊司令部
- 海軍情報部隊
- 海軍遠征戦闘司令部
- 海軍施設司令部
- 海軍人事司令部
- 海軍予備役
- アメリカ太平洋艦隊潜水艦部隊
- アメリカ大西洋艦隊潜水艦部隊

#### 艦隊最上級上等兵曹
艦隊最上級上等兵曹(FLTCM)は、指揮最上級上等兵曹と実質的に同様の職責を負う。その違いとして指揮最上級上等兵曹が単一ユニットの最先任下士官となるが、艦隊最上級上等兵曹は艦隊の最先任下士官となる。アメリカ海軍には、以下の5個の艦隊最上級上等兵曹のポストがある。
- アメリカ艦隊総軍
- アメリカ太平洋艦隊
- アメリカ欧州海軍
- アメリカ第2艦隊
- 海軍作戦本部人材・人事・訓練・教育部(N1/NT)

### 沿岸警備隊副最先任上級上等兵曹等

沿岸警備隊副最先任上級上等兵曹等の階級章

アメリカ海軍の艦隊/部隊最上級上等兵曹に相当する階級としてアメリカ沿岸警備隊には、沿岸警備隊副最先任上級上等兵曹又はその他の先任伍長(Deputy master chief petty officer of the Coast Guard or Other senior enlisted leaders、DMCPOCG)の階級が置かれている。アメリカ沿岸警備隊には、この階級をもって充てられるポストとして、以下の13個がある。
- 沿岸警備隊副最先任上級上等兵曹
- 沿岸警備隊予備役最先任上級上等兵曹
- 作戦担当総司令官代理付き最先任上級上等兵曹
- 任務支援担当総司令官代理付き最先任上級上等兵曹
- 第1管区最先任上級上等兵曹
- 第5管区最先任上級上等兵曹
- 第7管区最先任上級上等兵曹
- 第8管区最先任上級上等兵曹
- 第9管区最先任上級上等兵曹
- 第11管区最先任上級上等兵曹
- 第13管区最先任上級上等兵曹
- 第14管区最先任上級上等兵曹
- 第17管区最先任上級上等兵曹

### 海軍最先任上級上等兵曹

海軍最先任上級上等兵曹の階級章

海軍最先任上級上等兵曹(Master Chief Petty Officer of the Coast Guard、MCPOCG)という非常にユニークな階級が存在する。この階級は、アメリカ海軍作戦部長によって任命されるアメリカ海軍最高位の下士官の階級である。海軍最先任上級上等兵曹の階級章は、上部の五芒星が3つになり、全てが金色でデザインされている(シャツの襟や帽子に装着されるファウルアンカーの階級章は3つの銀色の五芒星。)。現職は、2018年6月22日からラッセル・L・スミス海軍最先任上級上等兵曹である。

### 沿岸警備隊最先任上級上等兵曹

沿岸警備隊最先任上級上等兵曹の階級章

沿岸警備隊最先任上級上等兵曹(Master Chief Petty Officer of the Coast Guard、MCPOCG)は、アメリカ沿岸警備隊総司令官によって任命されるアメリカ沿岸警備隊最高位の下士官の階級である。沿岸警備隊最先任上級上等兵曹の階級章は、上部の五芒星が3つになり、その五芒星と中央の盾が全てが金色でデザインされている(シャツの襟や帽子に装着されるファウルアンカーの階級章は3つの銀色の五芒星。)。現職は、2022年5月19日からヒース・B・ジョーンズ沿岸警備隊最先任上級上等兵曹である。

## 大衆文化
- テレビゲーム『HALO』の主人公マスターチーフ・ペティオフィサー ジョン117は一般的に「マスターチーフ」または単に「チーフ」と呼ばれている。このニックネームは彼の階級である最上級上等兵曹から派生したものである。
- 2012年に放映されたテレビドラマ『Last Resort (TV series)』でロバート・パトリックが演じたジョセフ・プロッサーはコロラドの先任伍長であり、階級が最上級上等兵曹であった。
- 2000年に公開された映画『ザ・ダイバー』でロバート・デ・ニーロが演じたレスリー・ウィリアム・ビリー・サンデーはアメリカ海軍の潜水員であり、階級が最上級上等兵曹であった。
- 2017年に放映されたテレビドラマ『SEAL Team/シール・チーム』でデヴィッド・ボレアナズが演じたアメリカ海軍特殊戦開発グループネイビーシールブラボーチームの指揮官ジェイソン・ジェイス・ヘイズが最上級上等兵曹の階級であった。
- 映画『G.I.ジェーン』でヴィゴ・モーテンセンが海軍エリート部隊ネイビーシールズの教官であるジョン・ジェームズ・ウルゲイル最上級上等兵曹を演じた。